# 怀素

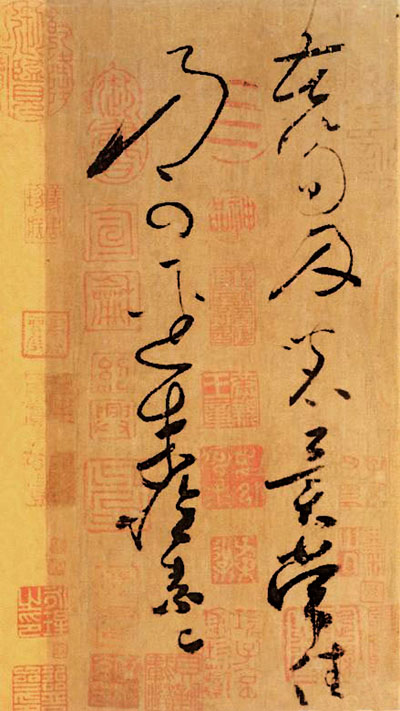
苦笋帖

怀素（737年—799年）， 字藏真，永州零陵人，俗姓钱，唐朝僧人、书法家。精勤学书，以善狂草出名。唐朝人稱他為醉僧。

## 生平
懷素的伯祖是惠融禪師。
怀素幼年出家，最初修习佛经、历律书，后来留意于书法。
因貧而無紙可書，就在家鄉故里種植芭蕉萬餘株以供揮灑，以蕉叶代纸练字，所以把他居住的地方叫“绿天庵”。書不足，乃漆一盤書之，又漆一方板，書至再三，盤板皆穿。

## 風格
怀素早年书法作品，先學歐陽詢書，世莫能辯，至是鄉中呼為大錢師小錢師。之後的笔势纵横驰突，体态健缓跌宕，因以婆娑烂漫形象，别开生面，情韵不减而境界别出。
懷素的性情踈放，不拘於細行，萬緣皆繆，心自得之。於是飲酒以養性，書草書以暢志，每当酒酣興發，一遇到寺壁里墙、衣裳器皿，无所不书，唐朝人称为“醉僧”。

## 作品
- 《自叙帖》國立故宮博物院（台湾）
- 《苦笋帖》上海博物館
- 《食鱼帖》青島博物館
- 《圣母帖》陝西碑林
- 《大草千文》美国安思远收藏
- 《小草千文》蘭千山館寄存於國立故宮博物院（台湾）
- 《論書帖卷》遼寧省博物館

## 评价
前人评其狂草继承张旭，而有所发展，谓“以狂继颠”，并称“颠张醉素”，对后世影响很大。
唐朝诗仙李白：“少年上人号怀素，草书天下称独步，墨池飞出北溟鱼，笔锋杀尽中山兔。……吾师醉后倚绳床，须臾扫尽数千张。飘风骤雨惊飒飒，落花飞雪何茫茫……怳怳如闻神鬼惊，时时只见龙蛇走。左盘右蹙如惊电，状如楚汉相攻战……”
相傳懷素年青時由於家貧，以練習書法的紙也沒有，所以種了芭蕉萬多株，並用蕉葉來練習書法。

## 注解
1. ↑  見陆羽《僧懷素傳》：「貧無紙可書，嘗於故里種芭蕉萬餘株，以供揮灑」。